# Homalomelas zonatus
Homalomelas zonatus là một loài bọ cánh cứng trong họ Cerambycidae.